# 재독한국과학기술자협회
재독한국과학기술자협회(在獨韓國技術者協會, 독일어: Verein Koreanischer Naturwissenschaftler und Ingenieure in Deutschland e.V., 영어: The Korean Scientists and Engineers Association in Germany, VeKNI) 또는 재독과협은 독일 소재 한인 과학기술분야 종사자를 위한 협회로 독일 슈투트가르트 법원에 정식으로 등록되어 있는 비 영리단체이다. 1972년에 가칭 "재독 한국인 과학자회" 로 설립 준비 시작, 이듬해 1973년 5월에 "재독한국과학기술자협회"라는 이름으로 정식 창립되었다. 
회원 상호간의 유대 강화 및 친목을 도모하고 한-독 양국 간 과학기술교류를 증진시키며, 한국의 과학기술과 산업 경제 발전 기여를 설립 목적으로 하고 있으며, 회칙에 의거 회장단, 자문위원회, 특별위원회를 운영하고 있으며, 전공분야별 조직인 전문분과회, 회원들이 16개 연방주에 고루 분포되어 있는 상황을 반영, 12개 지역회를 운영하고 있다.
기본적으로 독일에 거주하는 이공계 분야 학석사과정, 박사과정, 박사후연구원 및 연구개발 종사자들이 회원 자격을 가지며, 회원들은 지역회 및 분과별로 개최되는 학술세미나 및 하반기에 열리는 학술대회를 통해 학술 교류 및 네트워킹에 참여할 수 있다. 